# قائمة أعضاء مجلس النواب العراقي - الدورة الثالثة عشر
هذه قائمة أعضاء مجلس النواب العراقي - الدورة الثالثة عشر بعد انتخابات 1953، اختير الأعضاء من خلال الانتخابات التي جرت يوم 17 كانون الثاني 1953، وفي هذه الانتخابات اختير 135 نائبا.

## لواء أربيل
| التسلسل | الاسم           | الملاحظات                       |
| ------- | --------------- | ------------------------------- |
| 1       | عز الدين الملا  | نائب في الدورتين الماضيتين      |
| 2       | خضر أحمد أغا    | نائب في الدورات الثلاثة الماضية |
| 3       | جمال عمر نظمي   | -                               |
| 4       | علي أحمد        | -                               |
| 5       | علي حيدر سليمان | نائب في الدورة الماضية          |
| 6       | صديق ميران      | نائب في الدورات الأربعة الماضية |
| 7       | فتاح هركي       | -                               |
| 8       | مسعود محمد      | -                               |

## لواء البصرة
| التسلسل | الاسم                 | الملاحظات                       |
| ------- | --------------------- | ------------------------------- |
| 1       | فوزي الخضيري          | -                               |
| 2       | عبد الرزاق حمود       | كان نائبا في الدورة الماضية     |
| 3       | حسن عبد الرحمن        | كان نائبا في الدورة الماضية     |
| 4       | عبد الحميد الهلالي    | -                               |
| 5       | أحمد النقيب           | نائب في الدورة الماضية          |
| 6       | أحمد العامر           | نائب في الدورة الماضية          |
| 7       | عبد الجبار الملاك     | نائب في الدورة الماضية          |
| 8       | حميد الحمود           | نائب في الدورات الأربعة الماضية |
| 9       | جميل الصادق           | نائب في الدورة الماضية          |
| 10      | برهان الدين باش أعيان | كان نائبا في الدورة الماضية     |

## لواء بغداد
| التسلسل | الاسم                  | الملاحظات                       |
| ------- | ---------------------- | ------------------------------- |
| 1       | شاكر ماهر              | -                               |
| 2       | صادق البصام            | -                               |
| 3       | ضياء جعفر              | -                               |
| 4       | عبد الرسول الخالصي     | -                               |
| 5       | عبد الرزاق الشيخلي     | نائب في الدورتين الماضيتين      |
| 6       | ذيبان الغبان           | نائب في الدورتين الماضيتين      |
| 7       | عبد المجيد القصاب      | نائب في الدورة الماضية          |
| 8       | إسماعيل غانم           | نائب في الدورة الماضية          |
| 9       | رشدي الجلبي            | نائب في الدورة الماضية          |
| 10      | جميل عبد الوهاب        | نائب في الدورة الماضية          |
| 11      | توفيق المختار          | نائب في الدورة الماضية          |
| 12      | عزت مراد الشيخ         | نائب في الدورة الماضية          |
| 13      | عبد الله الشواف        | -                               |
| 14      | نديم الباجه جي         | -                               |
| 15      | علي دليمي              | نائب في الدورتين الماضيتين      |
| 16      | غازي العلي             | نائب في الدورتين الماضيتين      |
| 17      | عبد الرزاق القيسي      | -                               |
| 18      | محمد رضا الشبيبي       | نائب في الدورات الثلاثة الماضية |
| 19      | روفائيل بطي            | نائب في الدورة الماضية          |
| 20      | عبد الكريم إسماعيل كنة | نائب في الدورة الماضية          |

## لواء الحلة
| التسلسل | الاسم              | الملاحظات                  |
| ------- | ------------------ | -------------------------- |
| 1       | عبد الوهاب مرجان   | نائب في الدورة الماضية     |
| 2       | عبد المحسن الجريان | نائب في الدورتين الماضيتين |
| 3       | حسن علوان المطيري  | -                          |
| 4       | مخيف الكتاب        | نائب في الدورة الماضية     |
| 5       | عبود الهيمص        |                            |
| 6       | عبد الرحمن جودت    | -                          |
| 7       | جعفر الصميدع       | نائب في الدورة الماضية     |
| 8       | عبد الهادي صالح    | -                          |
| 9       | غانم شمران         | نائب في الدورة الماضية     |
| 10      | عبد المنعم رشيد    | نائب في الدورتين الماضيتين |

## لواء الدليم
| التسلسل | الاسم                   | الملاحظات                                             |
| ------- | ----------------------- | ----------------------------------------------------- |
| 1       | عبد الرزاق علي السليمان | كان نائبا في الدورات الخمسة الماضية                   |
| 2       | محمد مشحن الحردان       | والده مشحن الحردان كان نائبا في الدورات الستة الماضية |
| 3       | عبد العزيز علي عريم     | نائب في الدورة الماضية                                |
| 4       | خليل كنة                | نائب في الدورتين الماضيتين                            |
| 5       | أحمد عارف قفطان السهيل  | نائب في الدورة الماضية                                |

## لواء ديالى
| التسلسل | الاسم            | الملاحظات                           |
| ------- | ---------------- | ----------------------------------- |
| 1       | حبيب الخيزران    | نائب في الدورات الثلاثة الماضية     |
| 2       | حسام الدين جمعة  | نائب في الدورة الماضية              |
| 3       | نهاد الزهاوي     | نائب في الدورة الماضية              |
| 4       | عبد الجبار محمود | -                                   |
| 5       | جميل الأورفلي    | نائب في الدورتين الماضيتين          |
| 6       | عز الدين النقيب  | كان نائبا في الدورات الخمسة الماضية |

## لواء الديوانية
| التسلسل | الاسم              | الملاحظات                            |
| ------- | ------------------ | ------------------------------------ |
| 1       | عثمان الشمران      | -                                    |
| 2       | جابر السرحان       | -                                    |
| 3       | خوام العبد العباس  | كان نائبا في الدورات الثلاثة الماضية |
| 4       | محمد فاضل الجمالي  | -                                    |
| 5       | عجه الدلي          | نائب في الدورة الماضية               |
| 6       | عبد المهدي الياسري | نائب في الدورة الماضية               |
| 7       | عبد العباس المزهر  | كان نائبا في الدورات الثلاثة الماضية |
| 8       | جياد الشعلان       | نائب في الدورة الماضية               |
| 9       | موجد الشعلان       |                                      |
| 10      | أركان عبادي        | نائب في الدورتين الماضيتين           |
| 11      | سودة الحسون        |                                      |
| 12      | علي الشعلان        |                                      |
| 13      | عبد الكاظم مرزوق   | نائب في الدورتين الماضيتين           |

## لواء السليمانية
| التسلسل | الاسم            | الملاحظات                  |
| ------- | ---------------- | -------------------------- |
| 1       | علي كمال         | نائب في الدورة الماضية     |
| 2       | إبراهيم سعيد     | -                          |
| 3       | عمر خدر          | -                          |
| 4       | ماجد مصطفى       | -                          |
| 5       | عبد الحميد الجاف | نائب في الدورتين الماضيتين |

## لواء العمارة
| التسلسل | الاسم             | الملاحظات                  |
| ------- | ----------------- | -------------------------- |
| 1       | طارق العسكري      | -                          |
| 2       | أحمد حافظ         | نائب في الدورة الماضية     |
| 3       | خريبط الفالح      | نائب في الدورة الماضية     |
| 4       | عبد الكريم الجوي  |                            |
| 5       | محمد حسن سلمان    |                            |
| 6       | مجيد الخليفة      | نائب في الدورتين الماضيتين |
| 7       | فرحان علي العرس   | نائب في الدورتين الماضيتين |
| 8       | عبد الكريم الشواي | نائب في الدورتين الماضيتين |

## لواء كربلاء
| التسلسل | الاسم           | الملاحظات |
| ------- | --------------- | --------- |
| 1       | صادق كمونة      | -         |
| 2       | محمد علي النقيب | -         |
| 3       | جواد الخطيب     | -         |
| 4       | نعمة الفواز     | -         |

## لواء كركوك
| التسلسل | الاسم            | الملاحظات                       |
| ------- | ---------------- | ------------------------------- |
| 1       | إبراهيم نفطجي    | -                               |
| 2       | عبد الله سليمان  | نائب في الدورة الماضية          |
| 3       | فاضل الطالباني   | -                               |
| 4       | أمين قيردار      | -                               |
| 5       | كامل اليعقوبي    | -                               |
| 6       | داود الجاف       | نائب في الدورات الأربعة الماضية |
| 7       | محمود بابان      | -                               |
| 8       | أمين رشيد هماوند | نائب في الدورتين الماضيتين      |

## لواء الكوت
| التسلسل | الاسم             | الملاحظات                       |
| ------- | ----------------- | ------------------------------- |
| 1       | عزيز الخياط       | -                               |
| 2       | مزهر السمرمد      | -                               |
| 3       | عبد المجيد الأمير | -                               |
| 4       | عبد الله الياسين  | نائب في الدورات الثلاثة الماضية |
| 5       | خطاب الخضيري      | نائب في الدورة الماضية          |

## لواء المنتفق (الناصرية)
| التسلسل | الاسم            | الملاحظات                                |
| ------- | ---------------- | ---------------------------------------- |
| 1       | إبراهيم اليوسف   | -                                        |
| 2       | ثامر السعدون     | نائب في الدورات الأربعة الماضية          |
| 3       | حمود المزيعل     | -                                        |
| 4       | صكبان العلي      | نائب في الدورات الأربعة الماضية          |
| 5       | عبد الغني حمادي  | نائب في الدورة الماضية                   |
| 6       | سعدون المشلب     | -                                        |
| 7       | محمد جواد حيدر   | قد يكون نفسه جواد حيدر في الدورة الماضية |
| 8       | طالب محمد علي    | -                                        |
| 9       | موحان الخير الله | نائب في الدورات الأربعة الماضية          |
| 10      | عبد المجيد عباس  | -                                        |
| 11      | محمد المنشد      | -                                        |
| 12      | عبد الغني الدلي  | -                                        |

## لواء الموصل
| التسلسل | الاسم                                 | الملاحظات                  |
| ------- | ------------------------------------- | -------------------------- |
| 1       | عبد الجبار الجومرد                    | نائب في الدورة الماضية     |
| 2       | توفيق السمعاني                        | -                          |
| 3       | حازم شمدين أغا                        | -                          |
| 4       | عبد الرحمن الجليلي                    | نائب في الدورة الماضية     |
| 5       | مجبل الوكاع                           | نائب في الدورتين الماضيتين |
| 6       | خضر خديدا                             | -                          |
| 7       | رمزي العمري                           | -                          |
| 8       | سامي باش عالم                         |                            |
| 9       | أحمد عجيل الياور                      | نائب في الدورة الماضية     |
| 10      | محمد طاهر النقشبندي                   | -                          |
| 11      | عبد العزيز النجفي                     | -                          |
| 12      | عبد الله الشرفاني                     | -                          |
| 13      | مصلح النقشبندي                        | نائب في الدورتين الماضيتين |
| 14      | عزيز حسن                              | -                          |
| 15      | محمود أغا محمد أغا مصطفى أغا الزيباري | -                          |
| 16      | نوري البريفكاني                       | -                          |
| 17      | متي فتح الله سرسم                     | نائب في الدورتين الماضيتين |
| 18      | نجيب موسى الصائغ                      | نائب في الدورتين الماضيتين |